# 五辻宗親
五辻 宗親（いつつじ むねちか）は、鎌倉時代中期から後期にかけての公卿。参議・五辻忠継の二男。官位は正二位・参議。

## 経歴
以下、『公卿補任』、『尊卑分脈』の内容に従って記述する。
- 寛元2年（1244年）12月21日、叙爵。
- 建長8年（1256年）4月5日、侍従に任ぜられる[1]。
- 正嘉元年（1256年）12月15日、従五位上に昇叙[2]。
- 正元元年（1259年）閏10月15日、正五位下に昇叙。
- 正元2年（1260年）3月29日、筑前守に任ぜられる。
- 弘長2年（1262年）12月2日、従四位下に昇叙[3]。
- 弘長3年（1263年）12月24日、少納言に任ぜられる。
- 文永2年（1265年）3月9日、従四位上に昇叙。
- 文永3年（1266年）2月1日、摂津守を兼ねる。4月3日、左少将に任ぜられる。
- 文永5年（1268年）5月13日、中将に転任。
- 文永6年（1269年）5月1日、正四位下に昇叙。
- 文永10年（1273年）3月25日、讃岐守を兼ねる。
- 弘安元年（1278年）9月23日、得待。
- 弘安3年（1280年）12月7日、内蔵頭に任ぜられる。
- 弘安9年（1286年）9月2日、蔵人頭に補せられる。
- 弘安10年（1287年）1月13日、従三位に叙せられ左兵衛督に任ぜられる。
- 正応元年（1288年）1月14日、母の喪に服す。7月14日、復任。8月25日、左兵衛督を止める。
- 正応3年（1290年）2月8日、正三位に昇叙。
- 正応5年（1292年）11月23日、従二位に昇叙。
- 永仁6年（1298年）12月18日、正二位に昇叙。
- 乾元元年（1302年）2月28日、参議に任ぜられる。9月25日、参議を辞す。12月25日、薨去。享年61または62。

## 系譜
- 父：五辻忠継
- 母：不詳
- 妻：不詳
  - 男子：五辻親氏 - 従三位右兵衛督
  - 男子：五辻宗経
  - 男子：五辻長親
  - 男子：五辻具忠
  - 男子：五辻俊継
  - 男子：五辻長俊
  - 男子：五辻俊宗
  - 男子：五辻行親
  - 女子：五辻宗子 - 後二条天皇の典侍、邦良親王・邦省親王生母
  - 女子：五辻親子 - 後醍醐天皇典侍、満良親王生母
  - 女子：後宇多天皇後宮 - 愉子内親王生母